# Remoção da cannabis do Anexo I do Controlled Substances Act
Nos Estados Unidos, a remoção da cannabis do Anexo I da Lei de Substâncias Controladas (Schedule I of the Controlled Substances Act), a categoria reservada para drogas que "não têm uso médico atualmente aceito", é uma proposta de mudança legal e administrativa na lei relacionada à cannabis em nível federal. Depois de ser proposta repetidamente desde 1972, em 2024, o Departamento de Justiça dos EUA (DOJ) anunciou que estava iniciando um processo de regulamentação para reclassificar a cannabis para o Anexo III.

## Histórico
O Anexo I é a única categoria de substâncias controladas que não podem ser prescritas por um médico. De acordo com o § 812 do 21º U.S.C. (Código de Leis dos Estados Unidos da América), as drogas devem atender a três critérios para serem colocadas no Anexo I:
1. A droga ou outra substância tem um alto potencial de abuso.
2. A droga ou outra substância não tem uso médico atualmente aceito para tratamento nos Estados Unidos.
3. Não há segurança aceita para o uso da droga ou de outras substâncias sob supervisão médica.

Em 1970, o Congresso incluiu a maconha no Anexo I por recomendação do Secretário Assistente de Saúde Roger O. Egeberg [en]. Sua carta a Harley O. Staggers [en], presidente do Comitê de Comércio Interestadual e Estrangeiro da Câmara [en], indica que a classificação tinha a intenção de ser provisória:
Prezado Sr. Presidente,
Em uma comunicação anterior, foram fornecidos os comentários solicitados pelo seu comitê sobre os aspectos científicos do esquema de classificação de medicamentos incorporado no H.R. 18583. Esta comunicação diz respeito à classificação proposta para a maconha.
Atualmente, ela está classificada no Anexo I(C), juntamente com seus constituintes ativos, os tetrahidrocanibinóis e outras drogas psicotrópicas.

Foi levantada a questão de o uso da planta em si produzir 'dependência psicológica ou física grave', conforme exigido pelo critério do Anexo I ou mesmo do Anexo II. Como ainda há uma lacuna considerável em nosso conhecimento sobre a planta e os efeitos da droga ativa contida nela, nossa recomendação é que a maconha seja mantida no Anexo I, pelo menos até a conclusão de certos estudos em andamento para resolver a questão.
Em 1972, a Comissão Nacional sobre Maconha e Abuso de Drogas [en] divulgou um relatório favorável à descriminalização da cannabis. No entanto, o governo Nixon não tomou nenhuma medida para implementar a recomendação.
Os proponentes da reclassificação argumentam que a maconha não atende aos critérios rigorosos do Controlled Substances Act [en] para ser colocada no Anexo I e, portanto, o governo é obrigado por lei a permitir o uso medicinal [en] ou a retirar a droga do controle federal. O governo dos EUA, por outro lado, sustenta que a cannabis é perigosa o suficiente para merecer o status de Anexo I. A disputa se baseia em pontos de vista diferentes sobre como a lei deve ser interpretada e quais tipos de evidências científicas são mais relevantes para a decisão de reclassificação.
A lei prevê um processo de reclassificação de substâncias controladas por meio de petição à Drug Enforcement Administration (DEA). A primeira petição desse processo foi apresentada em 1972 para permitir que a cannabis fosse legalmente prescrita por médicos. A petição acabou sendo negada após 22 anos de contestações judiciais, mas uma forma de pílula sintética do THC (ingrediente psicoativo da maconha), foi reclassificada em 1986 para permitir a prescrição no Anexo II. Em 1999, foi novamente reclassificada para permitir a prescrição no Anexo III.
Uma segunda petição, baseada em alegações relacionadas a estudos clínicos, foi negada em 2001. A petição de reclassificação mais recente apresentada pelos defensores da cannabis medicinal foi em 2002, mas foi negada pela DEA em julho de 2011. Posteriormente, o grupo de defesa da cannabis medicinal Americans for Safe Access [en] (ASA) entrou com um recurso, ASA v. DEA, em janeiro de 2012, no Circuito do Distrito de Columbia, que foi ouvido em 16 de outubro de 2012 e negado em 22 de janeiro de 2013.
A partir de abril de 2023, 38 estados, 3 territórios e Washington DC legalizaram o uso da cannabis medicinal. Em uma audiência no Congresso em junho de 2014, o vice-diretor de Programas Regulatórios da Food and Drug Administration (FDA) afirmou que a agência estava realizando uma análise sobre se a maconha deveria ser rebaixada, a pedido da DEA. Em agosto de 2016, a DEA reafirmou sua posição e se recusou a remover a classificação do Anexo I. No entanto, a DEA anunciou que acabará com as restrições ao fornecimento de cannabis a pesquisadores e empresas farmacêuticas que antes só estavam disponíveis nas instalações do próprio governo na Universidade do Mississippi.
Os defensores da legalização da maconha argumentam que o impacto orçamentário da remoção da cannabis do Anexo I do Controlled Substances Act (CSA) e da legalização de seu uso nos Estados Unidos poderia economizar bilhões ao reduzir os gastos do governo com a aplicação da proibição no sistema de justiça criminal. Além disso, eles argumentam que bilhões em receitas fiscais anuais poderiam ser gerados por meio da tributação e regulamentação propostas.

## Argumentos a favor e contra

### A favor da reclassificação
Jon Gettman [en], ex-diretor da  National Organization for the Reform of Marijuana Laws (NORML), argumentou que a maconha não se encaixa em cada um dos três critérios estatutários do Anexo I. Gettman acredita que "alto potencial de abuso" significa que uma droga tem um potencial de abuso semelhante ao da heroína ou da cocaína. Gettman argumenta ainda que, como os animais de laboratório não autoadministram a cannabis e como a toxicidade da planta é praticamente inexistente em comparação com a da heroína ou da cocaína, a maconha não tem o alto potencial de abuso exigido para inclusão no Anexo I ou II.
Gettman também afirma: "A aceitação do uso medicinal da cannabis por oito (agora trinta e oito e DC) estados desde 1996 e as experiências de pacientes, médicos e autoridades estaduais nesses estados estabelecem o uso medicinal aceito da planta nos Estados Unidos." Especificamente, Alabama, Alasca, Arizona, Arkansas, Califórnia, Colorado, Connecticut, Delaware, Flórida, Geórgia, Havaí, Illinois, Iowa, Kentucky, Louisiana, Maine, Maryland, Massachusetts, Michigan, Minnesota, Mississippi, Missouri, Montana, Nova Hampshire, Nevada, Nova Jersey, Novo México, Nova York, Dakota do Norte, Ohio, Oklahoma, Oregon, Pensilvânia, Rhode Island, Dakota do Sul, Tennessee, Utah, Vermont, Virgínia, Washington, Washington DC e Virgínia Ocidental promulgaram legislação que permite o uso medicinal da cannabis por seus cidadãos. Um mínimo de 4 milhões de pacientes estão atualmente usando cannabis medicinal legalmente nesses estados.
Em sua petição, Gettman também argumenta que a cannabis é um medicamento aceitavelmente seguro. Ele observa que um relatório do Instituto de Medicina (IOM) de 1999 concluiu que "exceto pelos danos associados ao fumo [en], os efeitos adversos do uso da maconha estão dentro da faixa de efeitos tolerados por outros medicamentos". Ele ressalta que há várias vias de administração que não foram consideradas pelo instituto, como a administração transdérmica, sublingual e até mesmo retal, além dos vaporizadores, que liberam os ingredientes ativos da cannabis no ar sem queimar a matéria vegetal.
Um estudo publicado na edição de 1º de março de 1990 da revista Proceedings of the National Academy of Sciences declarou que "praticamente não há relatos de overdose fatal de cannabis em seres humanos" e atribuiu essa segurança à baixa densidade de receptores canabinoides em áreas do cérebro que controlam a respiração e o coração. Gettman afirma que a descoberta do sistema receptor de canabinoides no final da década de 1980 revolucionou a compreensão científica dos efeitos da cannabis e forneceu mais evidências de que ela não pertence ao Anexo I.
Em 2003, o governo dos Estados Unidos patenteou os canabinoides, inclusive aqueles presentes na maconha que fazem com que os usuários fiquem "chapados" (como o THC), com base na prevenção desses produtos químicos contra danos cerebrais relacionados a traumas e à idade.
Em janeiro de 2008, o American College of Physicians [en] (ACP) pediu uma revisão da classificação da maconha no Anexo I em seu documento de posição intitulado Supporting Research into the Therapeutic Role of Marijuana. Foi afirmado: "Posição 4: A ACP pede uma revisão baseada em evidências do status da maconha como uma substância controlada de Anexo I para determinar se ela deve ser reclassificada para um Anexo diferente. Essa análise deve considerar as descobertas científicas sobre a segurança e a eficácia da maconha em algumas condições clínicas, bem como as evidências sobre os riscos à saúde associados ao consumo de maconha, especialmente em sua forma bruta fumada."

### Contra a reclassificação
Em 1992, o administrador da DEA, Robert Bonner [en], promulgou cinco critérios, baseados no histórico legislativo do CSA, para determinar se uma droga tem um uso médico aceito. A DEA alega que a maconha não tem uso médico aceito porque não atende a todos esses critérios:
- A química da droga é conhecida e reproduzível;
- Existem estudos de segurança adequados;
- Existem estudos adequados e bem controlados que comprovam a eficácia;
- O medicamento é aceito por especialistas qualificados; e
- A evidência científica está amplamente disponível.

Esses critérios não são obrigatórios; eles foram criados pela DEA e podem ser alterados a qualquer momento. A deferência judicial às decisões da agência foi o que os manteve em vigor, apesar da diferença entre esses critérios e os critérios estatutários. A cannabis é uma das várias plantas com potencial de abuso e toxicidade não comprovados que o Congresso colocou no Anexo I. A DEA interpreta o CSA da seguinte forma: se uma droga com baixo potencial de abuso (como, por exemplo, equivalente a uma droga do Anexo V) não tiver uso médico aceito, ela deve permanecer no Anexo I:
Quando se trata de uma droga atualmente listada no Anexo I, se for indiscutível que essa droga não tem uso médico aceito atualmente para tratamento nos Estados Unidos e que não há segurança aceita para uso sob supervisão médica; e se for também indiscutível que a droga tem pelo menos algum potencial de abuso suficiente para justificar o controle nos termos do CSA, a droga deve permanecer no Anexo I. Em tais circunstâncias, a colocação da droga nos Anexos II a V entraria em conflito com o CSA, pois a droga não atenderia ao critério de "uso médico atualmente aceito em tratamento nos Estados Unidos". 21 USC 812(b).

Portanto, mesmo que se presumisse, teoricamente, que suas afirmações sobre o potencial de abuso da maconha estivessem corretas (ou seja, que a maconha tivesse algum potencial de abuso, mas menos do que o "alto potencial de abuso" compatível com os Anexos I e II), a maconha não atenderia aos critérios de colocação nos Anexos III a V, pois não tem uso médico atualmente aceito para tratamento nos Estados Unidos - uma determinação que é reafirmada pelo Departamento de Saúde e Serviços Humanos dos Estados Unidos (HHS) na avaliação médica e científica anexa.

O Departamento de Saúde e Serviços Humanos rejeita o argumento de que o fato de os animais de laboratório não autoadministrarem a maconha é uma prova conclusiva de seu baixo potencial de abuso:
O Secretário discorda da afirmação do Sr. Gettman de que "a convenção legal contemporânea aceita para avaliar o potencial de abuso de uma droga ou substância é o grau relativo de autoadministração que a droga induz em animais". Conforme discutido acima, os testes de autoadministração que identificam se uma substância é reforçadora em animais são apenas um componente da avaliação científica do potencial de abuso de uma substância. Indicadores positivos de responsabilidade de abuso humano para uma determinada substância, seja de estudos laboratoriais ou de dados epidemiológicos, têm maior peso do que estudos em animais que sugerem que o mesmo composto não tem potencial de abuso.
A FDA desenvolveu isso, argumentando que o uso generalizado de cannabis e a existência de alguns usuários pesados são evidências de seu "alto potencial de abuso", apesar da falta de dependência fisiológica da droga:
A dependência física e a toxicidade não são os únicos fatores a serem considerados para determinar o potencial de abuso de uma substância. Um grande número de pessoas que usam maconha regularmente e a grande quantidade de maconha disponível para uso ilícito são indicativos de uso generalizado. Além disso, há evidências de que o uso da maconha pode resultar em dependência psicológica em uma determinada proporção da população.
O DOJ também considera o fato de que as pessoas estão dispostas a arriscar problemas escolares, profissionais e legais para usar a maconha como evidência de seu alto potencial de abuso:
Ao longo de sua petição, o Sr. Gettman argumenta que, embora muitas pessoas "usem" cannabis, poucas "abusam" dela. Ele parece equiparar o abuso ao nível de dependência física e toxicidade resultante do uso da cannabis. Assim, ele parece estar argumentando que uma substância que causa apenas baixos níveis de dependência física e toxicidade deve ser considerada como tendo baixo potencial de abuso. O Secretário não concorda com esse argumento. A dependência física e a toxicidade não são os únicos fatores considerados para determinar o potencial de abuso de uma substância. O uso real e a frequência do uso de uma substância, especialmente quando esse uso pode resultar em consequências prejudiciais, como o não cumprimento de obrigações importantes no trabalho ou na escola, a assunção de riscos físicos ou até mesmo problemas legais relacionados à substância, são indicativos do potencial de abuso de uma substância.

## Processo
A cannabis pode ser reclassificada legislativamente, por meio do Congresso, ou pelo Poder Executivo. Até o momento, o Congresso rejeitou todos os projetos de lei para reclassificar a cannabis. Entretanto, não é inédito que o Congresso intervenha no processo de classificação de drogas; em fevereiro de 2000, por exemplo, o 105º Congresso, em sua segunda sessão oficial, aprovou a Public Law 106-172, também conhecida como Hillory J. Farias and Samantha Reed Date-Rape Drug Prohibition Act of 2000, acrescentando o GHB ao Anexo I. Em 23 de junho de 2011, o deputado Barney Frank e o deputado Ron Paul apresentaram o H.R. 2306, uma legislação que removeria completamente a maconha dos Anexos federais, limitando o papel do governo federal ao policiamento de transferências transfronteiriças ou interestaduais para estados onde ela continua ilegal.
O CSA também prevê um processo de regulamentação pelo qual o Procurador Geral pode reclassificar a cannabis administrativamente. Esses procedimentos representam o único meio de legalizar a cannabis medicinal sem uma lei do Congresso. Os partidários da reclassificação sempre citaram o longo processo de revisão da petição como motivo pelo qual a maconha ainda é ilegal. A primeira petição levou 22 anos para ser revisada, a segunda levou 7 anos e a terceira foi negada 9 anos depois. Uma petição de 2013 feita por dois governadores de estado ainda está pendente.

### Procedimentos de regulamentação
O Código dos Estados Unidos, de acordo com a Seção 811 do Título 21, estabelece um processo pelo qual a cannabis pode ser transferida administrativamente para uma categoria menos restritiva ou totalmente removida da regulamentação do CSA. A DEA avalia as petições para reclassificar a maconha. Entretanto, o CSA dá ao HHS, como agência sucessora do Departamento de Saúde, Educação e Bem-Estar, grande poder sobre as decisões de reclassificação.
Depois que a DEA aceita a apresentação de uma petição, a agência deve solicitar ao Secretário do HHS "uma avaliação científica e médica e suas recomendações sobre se tal droga ou outra substância deve ser controlada ou removida como uma substância controlada". As conclusões do Secretário sobre questões científicas e médicas são obrigatórias para a DEA. O Secretário do HHS pode até mesmo legalizar unilateralmente a maconha: "Se o Secretário recomendar que uma droga ou outra substância não seja controlada, o Procurador Geral não controlará a droga ou outra substância." 21 U.S.C. § 811(b).

### Fatores
A menos que um tratado internacional exija o controle de uma substância, o Procurador-Geral deve, ao determinar se a droga atende aos três critérios para colocação em um determinado Anexo, considerar os seguintes fatores:
- O potencial real ou relativo de abuso da droga.
- Evidência científica de seu efeito farmacológico, se conhecido.
- O estado do conhecimento científico atual sobre a droga ou outra substância.
- Seu histórico e padrão atual de abuso.
- O escopo, a duração e a importância do abuso.
- Qual é o risco, se houver, para a saúde pública.
- Sua possibilidade de dependência psicológica ou fisiológica.
- Se a substância é um precursor imediato de uma substância controlada.

### Anexos de tratados internacionais

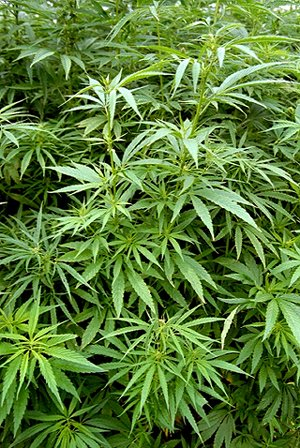
A Convenção Única sobre Entorpecentes exige que os governos regulamentem o cultivo de cannabis, mas não proíbe o uso medicinal.

A Convenção Única sobre Entorpecentes de 1961 é o principal tratado internacional que estabelece disposições de direito internacional relacionadas à maconha. Foi ratificada pelos Estados Unidos em 1967. Quando um tratado ratificado pelos Estados Unidos determina que uma droga seja controlada, o Procurador-Geral é obrigado a "emitir uma ordem de controle de tal droga sob o Anexo que considerar mais apropriado para cumprir tais obrigações", sem levar em conta descobertas científicas ou médicas, conforme 21 U.S.C. § 811d. De acordo com a Convenção Única sobre Entorpecentes das Nações Unidas, a canabis e a resina da cannabis eram tradicionalmente classificadas no Anexo IV (a categoria de drogas mais estritamente controlada do tratado) desde 1961.
No entanto, em 2020, as nações do mundo votaram para reduzir o status de classificação da maconha para o Anexo I [en], menos restritivo. A decisão entrou em vigor legalmente em todo o mundo em abril de 2021, retirando a "cannabis e a resina de cannabis" do Anexo IV para deixá-la apenas no Anexo I. Depois que a "cannabis e a resina de cannabis" foram removidas do Anexo IV, outras medidas para reclassificar ou desclassificar a maconha (como retirá-la do Anexo I do tratado) exigiriam agora uma emenda ao tratado. As principais características do regime jurídico internacional do Anexo I são:
- Limitação a fins médicos e científicos de todas as fases do comércio (fabricação, comércio interno, tanto atacadista quanto varejista, e comércio internacional) de drogas, e da posse e uso de drogas, exceto drogas que são usadas na indústria para outros fins que não médicos e científicos (artigo 2(9)[29]);
- Exigência de autorização governamental (licenciamento ou propriedade estatal) para a participação em qualquer fase da produção ou comércio, autorização específica de importação e exportação para cada transação internacional individual;
- Obrigação de todos os participantes do comércio de manter registros detalhados de suas transações;
- Exigência de prescrição médica para o fornecimento ou dispensação de medicamentos a indivíduos;
- Um sistema de limitação das quantidades de drogas disponíveis, por fabricação ou importação ou ambas, em cada país e território, àquelas necessárias para fins médicos e científicos.

| Anexo | Período em vigor | Descrição |
| ----- | ---------------- | --- |
| IV    | 1968–2021        | Corresponde a drogas que são consideradas particularmente suscetíveis de abuso e de produzir efeitos nocivos, e tal suscetível não é compensada por vantagens terapêuticas substanciais - artigo 3(5) |
| I     | 2021–presente    | "Constitui o regime padrão no âmbito da Convenção Única" correspondente a drogas consideradas passíveis de abuso e produtoras de efeitos nocivos - artigo 3(3)                                        |

Nos Estados Unidos, 21 U.S.C. § 811(d)(2)(B) do CSA afirma que se a Comissão de Narcóticos das Nações Unidas [en] propuser a reclassificação de uma droga, o Secretário do HHS "avaliará a proposta e fornecerá uma recomendação ao Secretário de Estado que será vinculante para o representante dos Estados Unidos nas discussões e negociações relacionadas à proposta."
No entanto, "a reclassificação de acordo com as obrigações de tratados internacionais não exige as descobertas factuais necessárias para outras ações administrativas de reclassificação e pode ser implementado sem levar em conta os procedimentos delineados para a reclassificação administrativo regular." Por esse motivo, alguns argumentaram que as mudanças na reclassificação da cannabis em nível federal dos EUA podem ser aceleradas após a mudança na reclassificação do tratado, com base nesses motivos.

## Histórico

### Petição de 1972
Em 1972, a NORML fez uma petição ao Departamento de Narcóticos e Drogas Perigosas [en] (BNDD, atualmente a DEA) para transferir a maconha para o Anexo II, para que pudesse ser legalmente prescrita por médicos. O BNDD se recusou a iniciar os procedimentos com base em sua interpretação dos compromissos do tratado dos EUA.
Em 1974, a Corte de Apelações dos Estados Unidos para o Circuito do Distrito de Colúmbia decidiu contra o governo e ordenou que processassem a petição (NORML v. Ingersoll 497 F.2d 654). O governo continuou a se basear em compromissos de tratados em sua interpretação de questões relacionadas a Anexos referentes à petição da NORML. Em 1977, a Corte emitiu uma decisão esclarecendo que o CSA exige uma avaliação científica e médica completa e o cumprimento do processo de reclassificação antes que os compromissos do tratado possam ser avaliados (NORML v. DEA 559 F.2d 735). Em 16 de outubro de 1980, a Corte ordenou que o governo iniciasse as avaliações científicas e médicas exigidas pela petição da NORML (NORML v. DEA disposição não publicada, U.S. App. LEXIS 13100).
Enquanto isso, alguns membros do Congresso estavam tomando medidas para reclassificar a droga legislativamente. Em 1981, o falecido deputado Stuart McKinney [en] apresentou um projeto de lei para transferir a maconha para o Anexo II. Ele foi co-patrocinado por uma coalizão bipartidária de 84 membros da Câmara, incluindo os proeminentes republicanos Newt Gingrich (GA), Bill McCollum [en] (FL), John Porter [en] (IL) e Frank Wolf (VA). Depois que o projeto de lei morreu no comitê, o deputado Barney Frank começou a apresentar anualmente uma legislação quase idêntica. No entanto, todos os projetos de Frank tiveram o mesmo destino, sem atrair mais do que um punhado de co-patrocinadores.
Em 18 de outubro de 1985, a DEA emitiu uma Notificação de Proposta de Regulamentação para transferir o "Dronabinol Sintético em Óleo de Gergelim e Encapsulado em Cápsulas de Gelatina Macia" - uma forma de pílula de Δ9-tetrahidrocanabinol, o principal componente psicoativo da cannabis, vendido sob a marca Marinol - do Anexo I para o Anexo II (DEA 50 FR 42186-87). O governo emitiu sua regra final de reclassificação da droga em 13 de julho de 1986 (DEA 51 FR 17476-78). O tratamento diferenciado da maconha e do caro e patenteável Marinol levou os reformadores a questionar a consistência da DEA.
No verão de 1986, o administrador da DEA iniciou audiências públicas sobre a reclassificação da cannabis. As audiências duraram dois anos, envolvendo muitas testemunhas e milhares de páginas de documentação. Em 6 de setembro de 1988, o juiz-chefe de Direito Administrativo da DEA, Francis L. Young, decidiu que a cannabis não atendia aos critérios legais de uma droga proibida do Anexo I e deveria ser reclassificada. Ele declarou que a planta em sua forma natural é "uma das substâncias terapeuticamente ativas mais seguras conhecidas pelo homem. As disposições do CSA permitem e exigem a transferência da maconha do Anexo I para o Anexo II".
O então administrador da DEA, John Lawn, rejeitou a determinação de Young. Lawn disse que decidiu contra a reclassificação da cannabis com base no testemunho e nos comentários de vários médicos que haviam realizado pesquisas detalhadas e eram amplamente considerados especialistas em suas respectivas áreas. Os administradores posteriores concordaram. "Aqueles que insistem que a maconha tem uso medicinal serviriam melhor à sociedade se promovessem ou patrocinassem pesquisas mais legítimas", opinou o ex-administrador da DEA, Robert Bonner, em 1992. Essa declaração foi citada pela Multidisciplinary Association for Psychedelic Studies (MAPS) em suas campanhas de filiação.
Em 1994, A Corte de Apelações de D.C. finalmente afirmou o poder do Administrador da DEA de anular a decisão do Juiz Young (Alliance for Cannabis Therapeutics v. DEA. 15 F.3d 1131). A petição estava oficialmente encerrada. "Cada um dos médicos que testemunharam em nome da NORML alegou que sua opinião era baseada em estudos científicos, mas, com uma exceção, nenhum deles conseguiu identificar, sob juramento, os estudos científicos nos quais se basearam", observou o administrador da DEA, Thomas A. Constantine [en], em 1995.

### Petição de 1995
Em 10 de julho de 1995, Jon Gettman e a revista High Times entraram com outra petição de reclassificação junto à DEA. Dessa vez, em vez de se concentrarem nos usos medicinais da maconha, os peticionários alegaram que a maconha não tinha o "alto potencial de abuso" exigido para o status de Anexo I ou Anexo II. Eles basearam suas alegações em estudos do sistema receptor de canabinoides do cérebro conduzidos pelo Instituto Nacional de Saúde Mental (NIMH) entre 1988 e 1994. Em particular, eles alegam que um estudo de 1992 realizado por M. Herkenham et al, "usando uma técnica de lesão, estabeleceu que não há receptores canabinoides nas áreas produtoras de dopamina do cérebro". Outros estudos, resumidos no relatório de 1997 de Gettman, Dopamine and the Dependence Liability of Marijuana, mostraram que a cannabis tem apenas um efeito indireto na transmissão da dopamina. Isso sugeriu que os efeitos psicoativos da maconha são produzidos por um mecanismo diferente das drogas que causam dependência, como anfetamina, cocaína, etanol, nicotina e opiáceos. O Instituto Nacional sobre Abuso de Drogas [en] (NIDA), entretanto, continuou a publicar literatura negando essa descoberta. Por exemplo, o NIDA afirma o seguinte em sua publicação para jovens The Science Behind Drug Abuse:
Uma substância química presente na maconha, o THC, faz com que as células cerebrais liberem a substância química dopamina. A dopamina gera boas sensações - por um curto período. O problema é o seguinte: quando a dopamina começa a fluir, o usuário sente o desejo de fumar maconha novamente, e depois novamente, e depois novamente. O uso repetido pode levar à dependência, e a dependência é uma doença cerebral.
Em janeiro de 1997, o Escritório de Política Nacional para o Controle de Drogas [en] (ONDCP) da Casa Branca solicitou ao IOM que realizasse uma revisão das evidências científicas para avaliar os possíveis benefícios e riscos à saúde da cannabis e de seus canabinoides constituintes. Em 1999, o IOM recomendou que o uso medicinal da cannabis fosse permitido para determinados pacientes a curto prazo e que preparações de canabinoides isolados fossem desenvolvidas como uma alternativa mais segura à cannabis fumada. O IOM também concluiu que a teoria da porta de entrada [en] estava "além das questões normalmente consideradas para o uso medicinal de drogas e não deveria ser um fator na avaliação do potencial terapêutico da maconha ou dos canabinoides".
Ambos os lados alegaram que o relatório da IOM apoiava sua posição. A publicação da DEA Exposing the Myth of Smoked Medical Marijuana interpretou a declaração da IOM, "Enquanto vemos um futuro no desenvolvimento de drogas canabinoides quimicamente definidas, vemos pouco futuro na maconha fumada como medicamento", como significando que fumar maconha não é recomendado para o tratamento de nenhuma doença. Os defensores da cannabis apontaram que o IOM não estudou os vaporizadores, dispositivos que, ao aquecer a cannabis a 185 °C, liberam canabinoides terapêuticos enquanto reduzem ou eliminam a ingestão de vários carcinógenos.
Em 2 de julho de 1999, o Marinol foi novamente reclassificado, desta vez do Anexo II para o ainda menos restritivo Anexo III, enquanto a maconha permaneceu no Anexo I (64 FR 35928). Os peticionários argumentaram que a distinção entre as duas drogas era arbitrária e que a maconha também deveria ser reclassificada. A DEA, no entanto, continuou a apoiar o Marinol como um método de ingestão de THC sem a inalação de fumaça prejudicial.
A DEA publicou uma negação final da petição de Gettman em 18 de abril de 2001. O Tribunal de Apelações dos EUA para o Circuito de D.C. manteve a decisão da agência em 24 de maio de 2002, determinando que os peticionários não foram suficientemente prejudicados para ter legitimidade para contestar as determinações da DEA no tribunal federal (290 F.3d 430). Como a apelação foi indeferida por um detalhe técnico, não se sabe qual seria a posição do Tribunal sobre o mérito do caso.

### Petição de 2002
Em 9 de outubro de 2002, a Coalition for Rescheduling Cannabis entrou com outra petição de reclassificação. A nova organização era composta por pacientes de maconha medicinal e outros peticionários que seriam mais diretamente afetados pela decisão da DEA. Em 3 de abril de 2003, a DEA aceitou a apresentação dessa petição. De acordo com Jon Gettman, "ao aceitar a petição, a DEA reconheceu que a Coalition estabeleceu um argumento legalmente significativo em apoio ao reconhecimento do uso medicinal aceito da cannabis nos Estados Unidos".
Em uma nota de rodapé de 2005 da decisão da maioria em Gonzales v. Raich, o juiz John Paul Stevens disse que, se a evidência científica oferecida pelos defensores da cannabis medicinal for verdadeira, ela "lançaria sérias dúvidas" sobre a classificação do Anexo I.
Após nove anos de atraso, em 23 de maio de 2011, a Coalition entrou com uma ação na Corte de Apelações do Circuito do Distrito de Columbia para obrigar a DEA a responder formalmente à sua petição de reclassificação de 2002. O pedido de mandado de segurança alegou que a falta de decisão da DEA "apresenta um exemplo paradigmático de atraso injustificado nos termos do Telecommunications Research & Action Ctr. v. FCC." Depois que a DEA respondeu negando a petição de reclassificação, o pedido de mandado de segurança foi indeferido como discutível pela Corte de Apelações do Circuito de D.C. em 14 de outubro de 2011.
A DEA negou a petição de reclassificação em 8 de julho de 2011.
Em resposta à negação da petição, o grupo de defesa da cannabis medicinal Americans for Safe Access [en] (ASA) recorreu ao Circuito de D.C. em 23 de janeiro de 2012. Os argumentos orais no caso ASA v. DEA foram ouvidos em 16 de outubro de 2012. No mesmo dia em que o caso foi ouvido, o tribunal ordenou que os autores (ASA) esclarecessem seus argumentos sobre a legitimidade. Em resposta, a ASA apresentou um resumo suplementar em 22 de outubro de 2012, detalhando como o requerente Michael Krawitz foi prejudicado pela política do governo federal sobre a maconha medicinal por ter tido o tratamento negado pelo Departamento de Assuntos de Veteranos. Uma decisão que reconheceu a legitimidade de Krawitz, mas que acabou apoiando a DEA, foi proferida em 22 de janeiro de 2013.

### Petição de 2009
Em 17 de dezembro de 2009, o Rev. Bryan A. Krumm, CNP, entrou com uma petição de reclassificação da Cannabis junto à DEA, argumentando que "como a maconha não tem o potencial de abuso para ser colocada no Anexo I do CSA, e como a cannabis agora tem uso médico aceito em 13 estados, e como o próprio Juiz de Direito Administrativo da DEA já determinou que a maconha é segura para uso sob supervisão médica, a definição federal para uma substância controlada do Anexo I, 21 U. S.C. § 812(1), é a mesma que a definição federal para uma substância controlada do Anexo II, 21 U. S.C. § 812(2), e que a maconha é segura para uso sob supervisão médica.S.C. § 812(b)(1)(A)-(C), não se aplica mais à cannabis e a lei federal deve ser alterada para refletir essas mudanças".
Krumm exigiu uma decisão rápida para proteger sua saúde e bem-estar, bem como a de todos os cidadãos dos Estados Unidos que podem se beneficiar desse medicamento seguro e eficaz.
O Rev. Krumm não solicitou que a cannabis fosse transferida para nenhum Anexo específico de controle do CSA e se reservou o direito de contestar quaisquer descobertas incorretas da FDA e/ou da DEA sobre se a cannabis deveria mesmo ser regulamentada pelo CSA.
A DEA negou a petição do Rev. Krumm em 19 de julho de 2016 e publicou a negação no Registro Federal em 12 de agosto de 2016.

### Petição de 2011
Em 30 de novembro de 2011, a governadora do estado de Washington, Christine Gregoire, anunciou a apresentação de uma petição junto à DEA pedindo que a agência reclassificasse a maconha como uma droga do Anexo 2, o que permitirá seu uso para tratamento - prescrito por médicos e aviado por farmacêuticos. O governador Lincoln Chafee (I-Rhode Island) também assinou a petição.
Em 23 de dezembro de 2015, Tom Angell informou que a FDA havia finalmente emitido uma recomendação para a DEA com relação às petições de 2009 e 2011. Em 12 de agosto de 2016, a DEA negou a petição dos governadores.

### Projeto de lei de 2011
Em 23 de junho de 2011, o Deputado Barney Frank (D-MA), juntamente com 1 republicano e 19 co-patrocinadores democratas, apresentou o Ending Federal Marijuana Prohibition Act, que teria removido a maconha e o THC da lista de substâncias controladas do Anexo I e teria previsto que o CSA não se aplicaria à maconha, exceto quando transportada para uma jurisdição onde seu uso é ilegal. O projeto de lei foi encaminhado ao comitê, mas morreu quando nenhuma ação adicional foi tomada.

### Projeto de lei de 2012
Em 27 de novembro de 2012, depois que os eleitores dos estados de CO e WA votaram a favor da legalização do uso recreativo da maconha, a deputada Diana DeGette (D-CO), do Partido Republicano Americano, apresentou um projeto de lei denominado Respect States and Citizens Rights Act, que visava alterar o CSA para excluir qualquer estado que tenha legalizado a maconha (para uso medicinal ou recreativo) das disposições sobre maconha do CSA, dando efetivamente à lei estadual precedência sobre a lei federal nos casos em que um indivíduo (ou empresa comercial) esteja agindo de acordo com a lei estadual em relação à cannabis. O projeto de lei foi encaminhado ao comitê, mas morreu quando nenhuma ação adicional foi tomada. O mesmo projeto de lei foi reintroduzido posteriormente nos 113º e 114º Congressos, onde morreu em todas as ocasiões.

### Projeto de lei de 2015
Em 20 de fevereiro de 2015, o Deputado Jared Polis [en] (D-CO), juntamente com 1 republicano e 18 democratas, apresentou o projeto de lei Regulate Marijuana Like Alcohol Act, que teria, entre outras disposições, instruído o Procurador-Geral a remover a maconha de todas as listas de substâncias controladas de acordo com o CSA; proibido o transporte de maconha para uma jurisdição na qual sua posse, uso ou venda é proibida; e concedido à FDA as mesmas autoridades com relação à maconha que tem para o álcool. O projeto de lei foi encaminhado ao comitê, mas morreu quando nenhuma ação adicional foi tomada.

### 2016
Em agosto de 2016, a DEA rejeitou os pedidos para reclassificar a maconha, mas indicou um aumento na disponibilidade para pesquisa.
A plataforma de 2016 do Partido Democrata pediu a remoção da maconha do Anexo I do CSA, "fornecendo um caminho fundamentado para a futura legalização" da maconha. Essa linguagem foi aprovada em uma votação apertada (81-80 votos) no comitê de plataforma.

### 2017
Em fevereiro de 2017, Morgan Griffith [en], um republicano da Virgínia, apresentou o H.R. 714, Legitimate Use of Medicinal Marijuana Act, que moveria a cannabis para o Anexo II. Griffith havia apresentado um projeto de lei com o mesmo nome em 2014.
Em abril de 2017, Matt Gaetz [en], um republicano da Flórida, co-patrocinou a House Resolution 2020 para mover a cannabis para o Anexo III.
Em maio de 2017, após uma resolução adotada na convenção anual de 2016 para apoiar a cannabis no tratamento de veteranos com transtorno de estresse pós-traumático (TEPT), a American Legion [en] solicitou à Casa Branca uma reunião para discutir a reclassificação ou o descalonamento da cannabis e permitir seu uso medicinal.
Em julho de 2017, foi movida uma ação judicial na Corte Distrital dos EUA contra os chefes da DEA e do DOJ com base no fato de que a listagem da maconha no Anexo I é "tão irracional que viola a Constituição dos EUA". Essa ação judicial foi indeferida pelo juiz Alvin K. Hellerstein, que determinou que a DEA tem autoridade e que, antes de mover a ação judicial, os autores eram obrigados a esgotar os recursos administrativos, incluindo a petição à DEA para reclassificar a cannabis.

### 2018
A lei agrícola dos Estados Unidos de 2018 [en] desclassificou alguns produtos de cannabis do CSA pela primeira vez.

### 2019
Em maio de 2019, um tribunal federal de apelações reintegrou um caso contra o governo federal sobre o status de Anexo I da cannabis.
Os desafiantes, o campeão do Super Bowl Marvin Washington; Dean Bortell (pai do paciente menor de idade que usa cannabis medicinal Alexis Bortell); o veterano do Exército dos EUA José Belén; Sebastien Cotte (pai do paciente menor de idade que usa cannabis medicinal Jagger Cotte); e a Cannabis Cultural Association, processaram originalmente o governo federal dos EUA, a DEA e seu administrador, e o então Procurador Geral Jeff Sessions, em 2017. Eles argumentaram que o status de Anexo I da cannabis sob o CSA representava um risco para a saúde dos pacientes e perpetuava as desigualdades econômicas nos EUA.
Inicialmente indeferido pelo tribunal sob o argumento de que os autores não haviam esgotado todos os canais administrativos disponíveis - o que significa que eles deveriam ter tentado pressionar pela reclassificação no Congresso e nas agências administrativas antes de recorrer ao sistema judicial, o caso agora precisa ser reaberto, conforme determinado pelo Segundo Circuito de Cortes de Apelação dos Estados Unidos. Os juízes ainda acreditam que outros canais são viáveis, mas decidiram reintegrar o caso citando preocupações com a saúde dos dois menores envolvidos.
Como Michael S. Hiller, Esquire, que representa os autores da ação, explicou em uma série de tweets, o tribunal instruiu a DEA e o governo federal a agirem na petição de cancelamento de Anexos dos autores "com toda a velocidade deliberada".
A legislação introduzida em 2019 para desclassificar a maconha incluiu o Marijuana Justice Act [en], o Marijuana Freedom and Opportunity Act [en], o Regulate Marijuana Like Alcohol Act, o Ending Federal Marijuana Prohibition Act [en], o Marijuana Revenue and Regulation Act, e o Marijuana Opportunity Reinvestment and Expungement Act [en].

### 2020
Em 16 de setembro de 2020, nove petições de amicus haviam sido apresentadas em apoio ao recurso dos autores à Suprema Corte no processo Washington v. Barr. Os autores buscam declarar a criminalização da maconha inconstitucional, argumentando que seu status como droga do Anexo I - com base na premissa de que não tem uso medicinal - contradiz o próprio reconhecimento aparente do governo federal de que a substância é segura e eficaz do ponto de vista medicinal.
No direito internacional, no entanto, a redução da cannabis do Anexo IV (a classe mais rigorosa) para o Anexo I (o nível padrão de controle) foi votada pela Comissão de Narcóticos das Nações Unidas em 2 de dezembro de 2020. Os Estados Unidos votaram a favor da recomendação.

### 2021
No processo Sisley v. DEA NO. 20-71433, o Nono Circuito indeferiu uma petição que pedia ao tribunal que revisasse a negação da DEA de uma carta que solicitava que a agência reclassificasse a maconha. De acordo com o CSA, a DEA deve começar a investigar a reclassificação de uma droga após receber uma petição de qualquer parte interessada, incluindo o fabricante de uma droga, uma sociedade ou associação médica, uma associação de farmácias, um grupo de interesse público preocupado com o abuso de drogas, uma agência governamental estadual ou local ou um cidadão individual. A petição em questão no caso Sisley v. DEA era uma carta de uma página escrita à mão por Jeramy Bowers e Stephen Zyszkiewicz, enviada em janeiro de 2020, enquanto eles estavam presos no Departamento de Correções e Reabilitação da Califórnia. A DEA respondeu à petição com uma carta que informava a Bowers e Zyszkiewicz que a petição não estava no formato correto e negou o pedido sem revisão. Em junho de 2021, o Nono Circuito indeferiu uma petição de revisão judicial da carta em nome de Bowers e Zyszkiewicz, dizendo que eles não haviam esgotado seus recursos burocráticos enviando uma nova petição à DEA no formato correto.

### 2022
Em 6 de outubro de 2022, o presidente Joe Biden instruiu o procurador-geral dos EUA, Merrick Garland, a revisar o cronograma de classificação da cannabis, durante uma "Declaração sobre a reforma da maconha". Isso poderia resultar em sua remoção do Anexo I do CSA. O Serviço de Pesquisa do Congresso [en] (CRS) havia emitido um relatório um ano antes, observando que o presidente poderia "usar ordens executivas para instruir a DEA, o HHS e a FDA a considerar a desclassificação administrativa da maconha".

### 2023
Em 30 de agosto de 2023, o Departamento de Saúde e Serviços Humanos divulgou uma carta redigida comunicando sua determinação de que a maconha deveria ser transferida para o Anexo III.

### 2024
Em 5 de janeiro de 2024, depois que uma ação judicial de direito de acesso à informação foi movida contra o HHS pelo advogado Matt Zorn, uma cópia não editada da carta de determinação de reclassificação do departamento foi divulgada. Depois de analisar a carta, um especialista jurídico concluiu que era "muito provável que a DEA avançasse com o processo de regulamentação para reclassificar a maconha", uma conclusão semelhante à relatada pelo CRS em um relatório de 2023. Uma dúzia de membros do Senado dos EUA, incluindo o líder da maioria, assinou uma carta ao Procurador Geral dos Estados Unidos e ao chefe da DEA expressando seu desejo de que a reclassificação seja a decisão do governo, se não o descalonamento definitivo.
Em 30 de abril, a Associated Press publicou um relatório informando que a DEA havia decidido reclassificar a maconha como uma droga do Anexo III, embora isso ainda não tivesse sido anunciado oficialmente, e chamou isso de "a maior mudança de política da agência em mais de 50 anos".
Em 16 de maio, o DOJ confirmou que a reclassificação estava avançando de acordo com o Administrative Procedure Act [en], com um aviso de proposta de regulamentação enviado para publicação no Federal Register. O presidente Biden e a vice-presidente Kamala Harris divulgaram anúncios em vídeo para o X sobre a reclassificação. Biden classificou a ação de seu governo como um movimento "monumental" para "reverter desigualdades de longa data... devido a uma abordagem fracassada em relação à maconha".
Em 9 de julho, o Comitê de Apropriações da Câmara, liderado pelos republicanos, tentou impedir que o DOJ usasse fundos federais para reclassificar a maconha por meio de uma emenda a um projeto de lei de financiamento.
O período de comentários públicos para a alteração da regra proposta foi encerrado na semana de 22 de julho. Foram recebidos quase 43.000 comentários, o maior número já feito para qualquer mudança de regra da DEA, a maioria dos quais a favor da reclassificação.

#### Impacto potencial na eleição presidencial de 2024
Uma pesquisa de janeiro de 2024 descobriu que o índice de favorabilidade de Biden poderia melhorar 11% se a reclassificação da cannabis ocorresse e poderia ter um efeito significativo na eleição presidencial dos Estados Unidos de 2024 em novembro.

## Reclassificação em nível estadual
Além da classificação do governo federal, cada estado mantém uma lista de classificação semelhante e é possível que essas listas sejam conflitantes.

Legalidade da cannabis nos Estados Unidos
----
Legal para uso recreativo
Legal para uso medicinal
Nenhum programa médico abrangente
Descriminalizada
----Observações:
- Reflete as leis dos estados e territórios, incluindo leis que ainda não entraram em vigor. Não reflete leis federais, tribais ou locais.
- O mapa não mostra a legalidade estadual de canabinoides derivados do cânhamo, como o CBD ou o delta-8-THC, que são legais em nível federal desde a promulgação da Farm Bill de 2018.

### Califórnia
A Proposição 215, o Compassionate Use Act, é uma iniciativa dos eleitores, aprovada em 1996, que fez da Califórnia o primeiro estado a legalizar a cannabis para uso medicinal. O Projeto de Lei 420 do Senado da Califórnia, o Medical Marijuana Program Act, foi aprovado em 2004 com os seguintes objetivos: 
1. Esclarecer o escopo da aplicação da lei e facilitar a identificação imediata de pacientes qualificados e de seus cuidadores primários designados para evitar prisões desnecessárias e processos judiciais contra esses indivíduos e fornecer a orientação necessária aos agentes da lei.
2. Promover a aplicação uniforme e consistente da lei entre os condados do estado.
3. Melhorar o acesso de pacientes e cuidadores à maconha medicinal por meio de projetos de cultivo coletivo e cooperativo."

Em 2016, o Adult Use of Marijuana Act (AUMA) foi votada como lei, legalizando o consumo recreativo para maiores de 21 anos no estado. Em 2017, o Projeto de Lei 94 do Senado foi assinado pelo governador da Califórnia, integrando as regulamentações anteriores sobre maconha medicinal do estado e as regulamentações de uso adulto do AUMA (Proposição 64) para criar o Medicinal and Adult‐Use Cannabis Regulation and Safety Act (MAUCRSA).
Cada município pode decidir se concederá licenças comerciais para varejo, entrega, cultivo, comestíveis e atacado. Os impostos sobre a maconha legal a mantêm fora do alcance dos usuários médicos ou adultos de baixa renda, criando mais demanda para o mercado negro. As licenças, quando disponíveis, são extremamente limitadas e podem custar US$ 100.000, às vezes exigindo comprovação de capital adicional. Além disso, há muito tempo a Califórnia fornece grande parte da maconha para todos os Estados Unidos. Esses fatores permitiram que o mercado negro dominasse a maconha da Califórnia. Programas de igualdade social estão em vigor em algumas cidades, mas os candidatos com crimes relacionados a drogas geralmente são excluídos da participação. Aqueles que se qualificam com base na etnia, na renda ou no histórico de delitos relacionados à maconha costumam ser aproveitados por empresas maiores, que podem fazer ofertas melhores que as outras e tirar vantagem dos candidatos e do próprio programa de igualdade social.
A cannabis e os tetrahidrocanabinóis continuam sendo uma droga do Anexo I (sem uso médico) na Califórnia e estão sujeitos a penalidades criminais que variam de contravenção ou liberdade condicional por crime até 3 anos de prisão por manter um local para venda ou uso de substância controlada de acordo com a Seção 11366 do Código de Saúde e Segurança da Califórnia.

### Colorado
Em 6 de novembro de 2012, após a aprovação da Emenda 64, o Colorado tornou-se um dos dois primeiros estados a legalizar o uso recreativo da maconha para indivíduos maiores de 21 anos.

### Flórida
Em 27 de janeiro de 2014, a Suprema Corte da Flórida [en] aprovou a linguagem da cédula para uma proposta de emenda constitucional que permitia o uso medicinal da maconha, após uma campanha de petição bem-sucedida. A proposta de emenda apareceu na cédula da eleição geral da Flórida em novembro de 2014 e recebeu 58% dos votos, abaixo do requisito de 60% para adoção. A campanha foi notável pelo financiamento da oposição pelo magnata dos cassinos e doador do Partido Republicano, Sheldon Adelson. A United for Care, a organização pró-medicina da cannabis responsável pela petição inicial, escreveu uma versão atualizada para as eleições gerais de 2016. A Florida Medical Marijuana Legalization Initiative, também conhecida como Emenda 2, foi à cédula de votação de 8 de novembro de 2016 na Flórida como uma emenda constitucional iniciada. A emenda foi aprovada por 71,32% dos votos, tornando-se a maior porcentagem de vitória em 2016 de qualquer outra cédula de cannabis estadual nos Estados Unidos.

### Iowa
Em 17 de fevereiro de 2010, depois de analisar o testemunho de quatro audiências públicas e ler mais de 10.000 páginas de material enviado, os membros do Conselho de Farmácia de Iowa votaram unanimemente para recomendar que a legislatura de Iowa removesse a maconha do Anexo I do CSA de Iowa.

### Minnesota
Em 16 de março de 2011, Kurtis W. Hanna e Ed Engelmann solicitaram ao Conselho de Farmácia de Minnesota que iniciasse a criação de regras para remover a cannabis da lista de substâncias do Anexo I na versão de Minnesota do CSA. Ao negar a petição em sua reunião de 11 de maio de 2011, o Conselho foi informado por Kurtis Hanna que ele planejava entrar com um pedido de revisão judicial da decisão da agência. Em resposta, o Conselho votou uma petição à Legislatura Estadual para remover a autoridade do Conselho de remover substâncias do Anexo I. Em um Comitê de Conferência para o Omnibus Drug Bill HF57 em 18 de maio de 2011, a seguinte frase foi adicionada ao projeto de lei: "O conselho não pode excluir ou reclassificar um medicamento que esteja no Anexo I" e a seguinte frase do estatuto foi excluída: "o conselho deverá anualmente, em ou antes de 1º de maio de cada ano, realizar uma revisão da colocação de substâncias controladas nos vários Anexos." O projeto de lei foi sancionado pelo Governador Dayton em 24 de maio de 2011. Kurtis Hanna nunca entrou com uma ação judicial contra o Conselho de Farmácia de Minnesota por acreditar que seria discutível.

### Oregon
Em junho de 2010, o Conselho de Farmácia do Oregon reclassificou a maconha de uma droga do Anexo I para uma droga do Anexo II. Os noticiários observaram que essa reclassificação fez do Oregon o "primeiro estado do país a tornar a maconha algo menos grave do que uma droga do Anexo I".

### Washington
Em 6 de novembro de 2012, os eleitores de Washington aprovaram a Iniciativa 502, tornando o estado um dos dois primeiros do país a legalizar o uso recreativo da maconha para indivíduos maiores de 21 anos.

### Wisconsin
Gary Storck enviou uma carta ao Conselho de Substâncias Controladas em agosto de 2011 solicitando procedimentos para protocolar uma petição, que foi discutida na reunião de setembro de 2011. O Conselho de Substâncias Controladas de Wisconsin tem autoridade para reclassificar a cannabis de acordo com os procedimentos de elaboração de regras do capítulo 227. Os redatores planejaram enviar uma petição ao conselho no início de 2012.
Em 2018, os eleitores de Wisconsin aprovaram referendos não vinculantes para legalizar a maconha medicinal ou recreativa.
Em 2021, o governador Tony Evers incluiu a maconha legal em sua proposta orçamentária. A proposta foi removida pelo Legislativo controlado pelos republicanos. Embora a posse continue ilegal de acordo com a lei estadual, a aplicação da lei tem sido frouxa nos últimos anos. Madison legalizou a posse e o uso em público, enquanto o promotor público do condado de Milwaukee opta por não processar a maioria dos casos de posse. Embora haja progresso, as pessoas em Wisconsin ainda não têm certeza se terão permissão para usar maconha em público, se a maconha será confiscada, se serão detidas, multadas ou presas por longos períodos. Devido à demanda, a maconha é trazida de plantações ilegais em estados legais.